# مارك كينيدي (موسيقي)
مارك كينيدي (بالإنجليزية: Mark Kennedy)‏ هو موسيقي أسترالي، ولد في 20 أغسطس 1951 في ملبورن في أستراليا.